# Владимировка (Еврейская автономная область)
Влади́мировка — село в Смидовичском районе Еврейской автономной области. Входит в Приамурское городское поселение.

## История
Село основано в 1889 году. По данным 1917 года входило в Тунгусскую волость Хабаровского уезда.

## География
Село Владимировка стоит на левом берегу реки Амур и на левом берегу Пемзенской протоки, у её начала. Правый берег Пемзенской протоки (остров Дачный) является территорией города Хабаровска.
Имеется автобусное сообщение с пос. Приамурский и с Хабаровском, в летнее время от речного вокзала Хабаровска ходит теплоход «Москва», в основном перевозя дачников.
От станции Приамурская к селу подходит железнодорожная ветка, во Владимировке имеются причальные сооружения. Расстояние до пос. Приамурский около 8 км.
На запад от села Владимировка идёт дорога к селу Осиновка.

## Инфраструктура
В 2000-е годы в селе построен завод по разведению осетровых рыб.
Возле Владимировки на протоке Пемзенская с целью уменьшения размыва левого берега реки Амур сооружена переливная запруда.

## Население
| 1922 | 1992 | 2002 | 2010 |
| ---- | ---- | ---- | ---- |
| 274  | ↘35  | ↘25  | ↗31  |

| 1917 | 2002 |
| ---- | ---- |
| 288  | 25   |

## Галерея

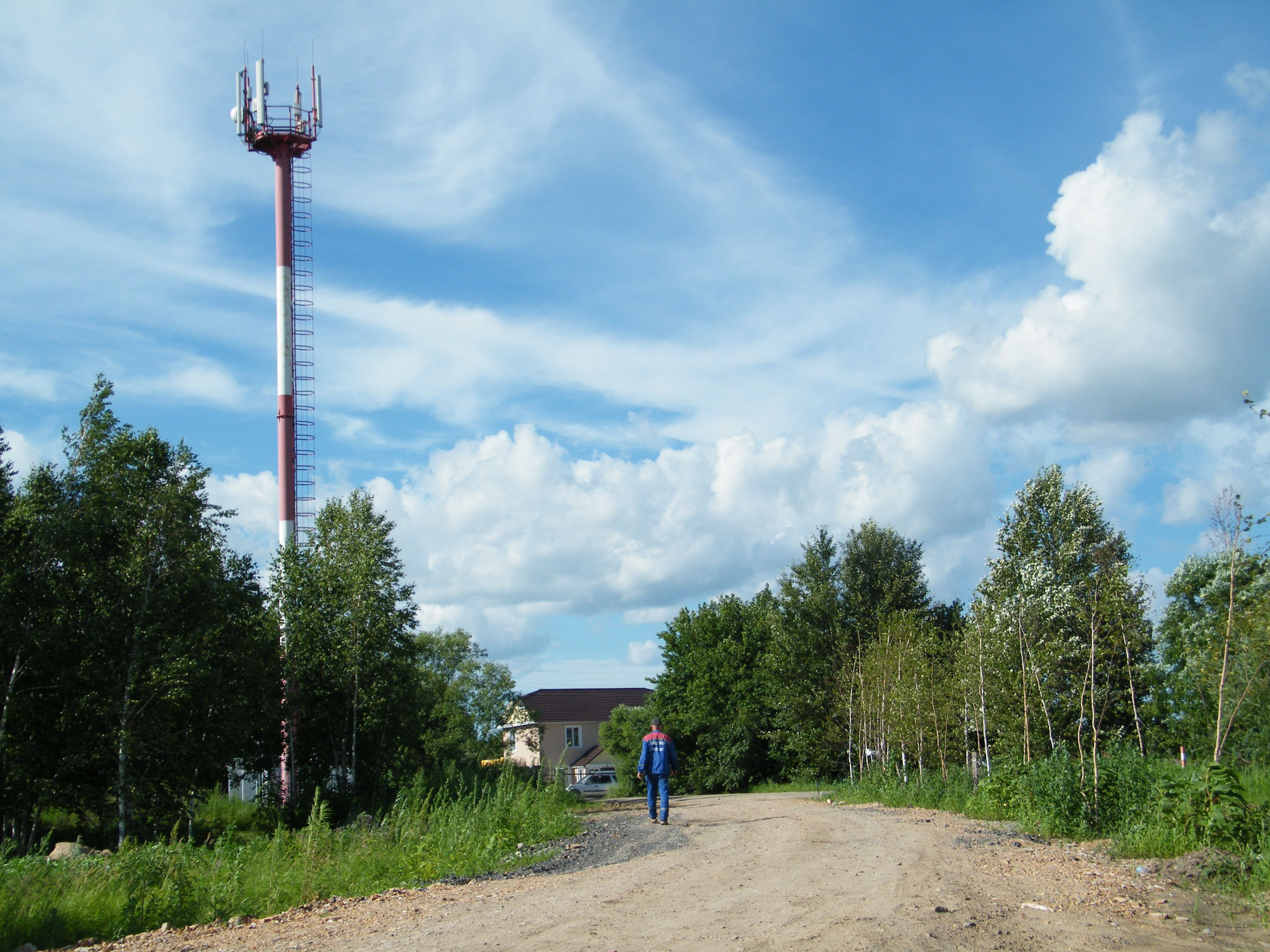
На сельской улице
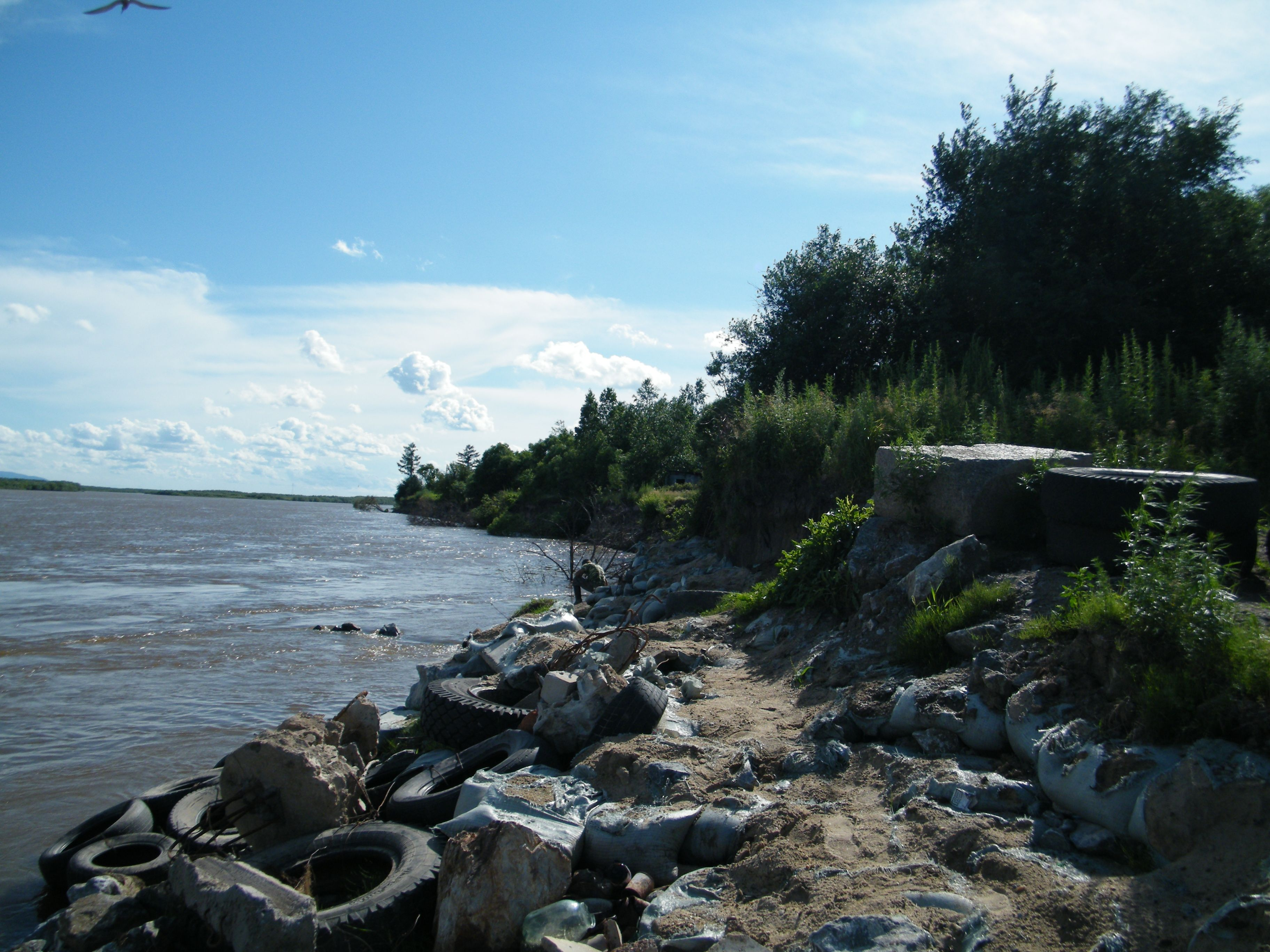
Защита от размыва берега Амура у села Владимировка
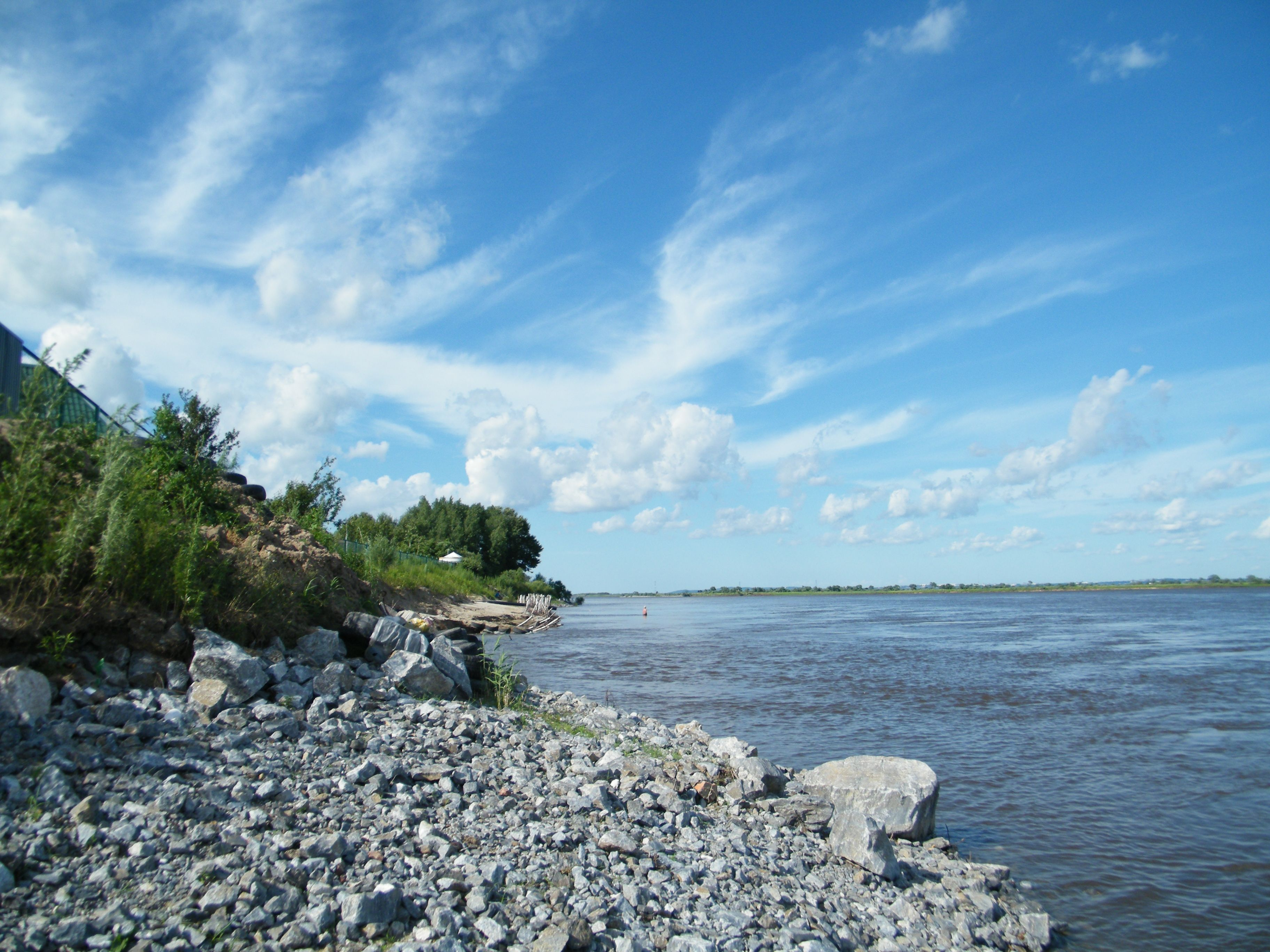
Левый берег Пемзенской протоки у села Владимировка
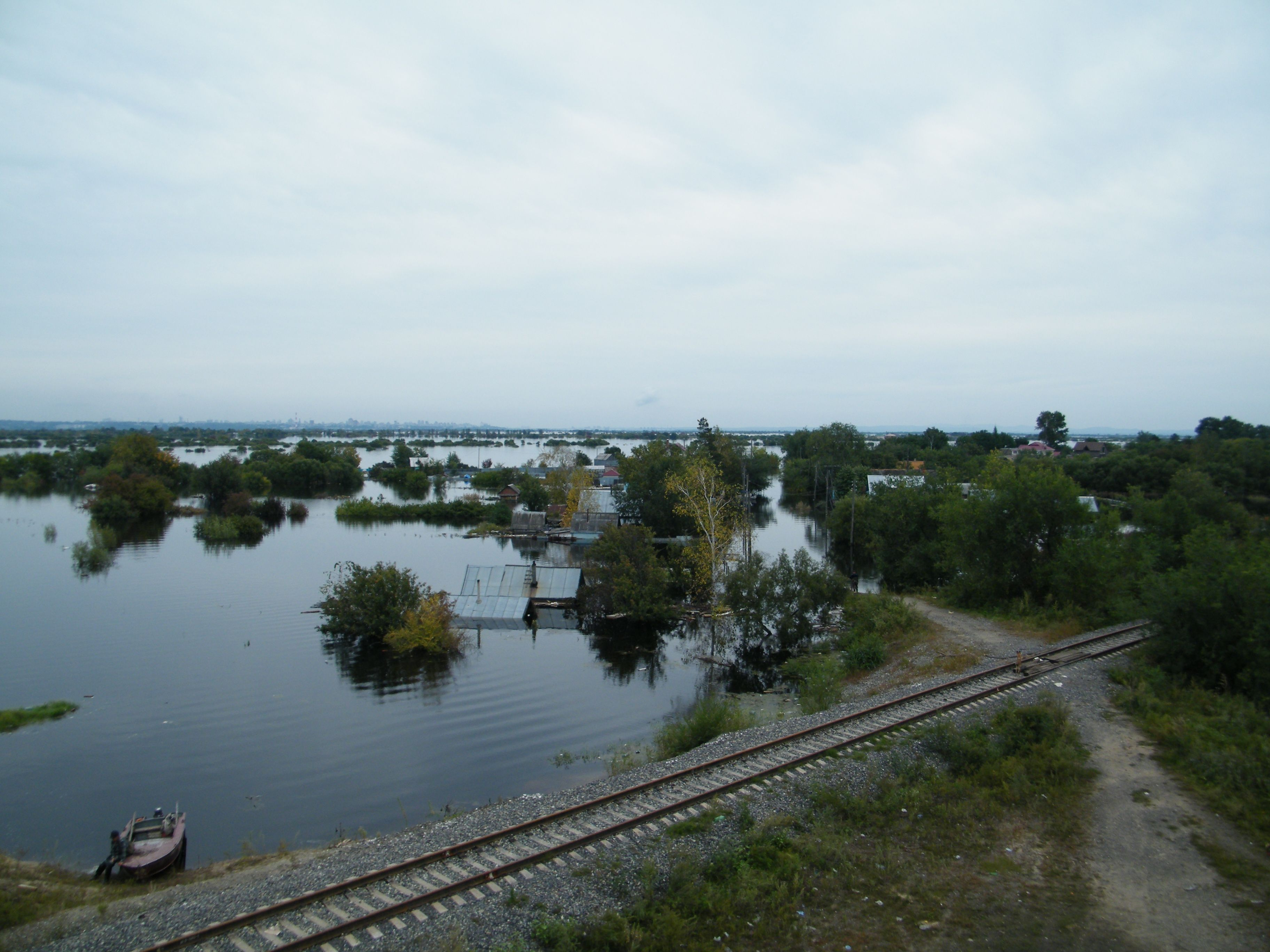
Железнодорожная линия специального назначения к селу Владимировка, вид из пос. Приамурский в дни наводнения 2013 г.
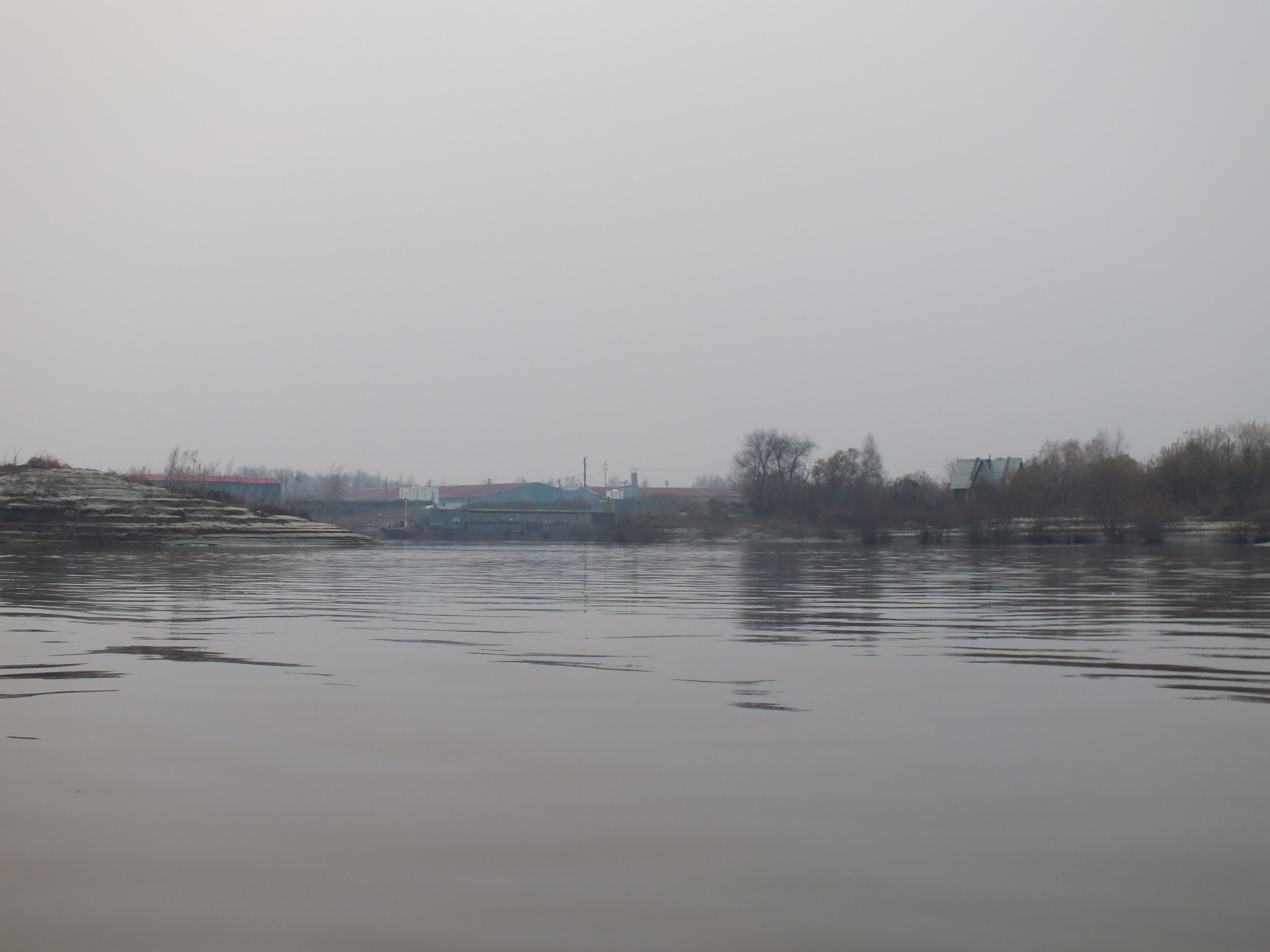
Причал Минобороны России у села Владимировка
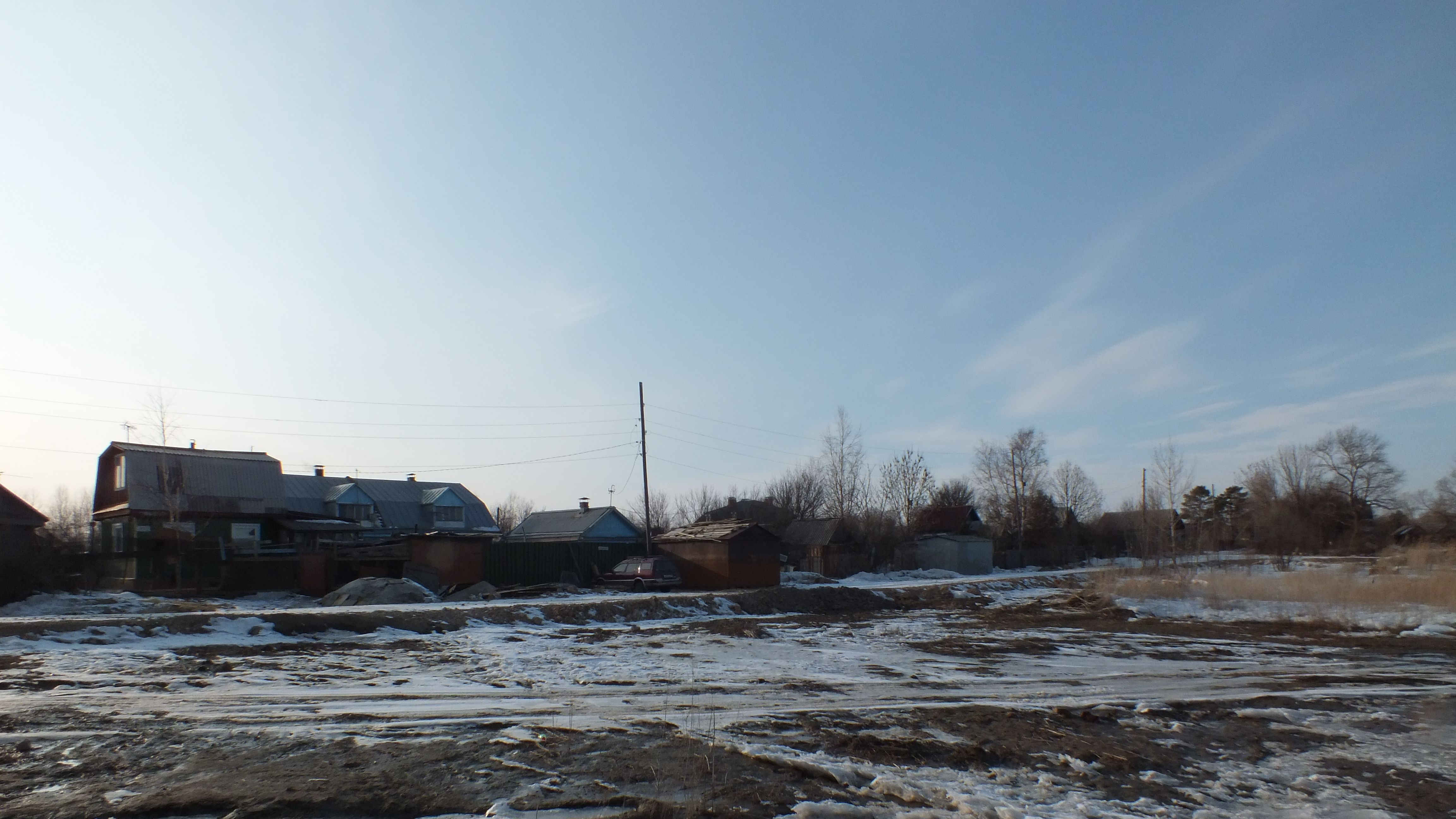
Владимировка в марте 2014 г. Следы ржавчины на гараже показывают, насколько высоко поднималась вода в сентябре 2013 года